# Ribat

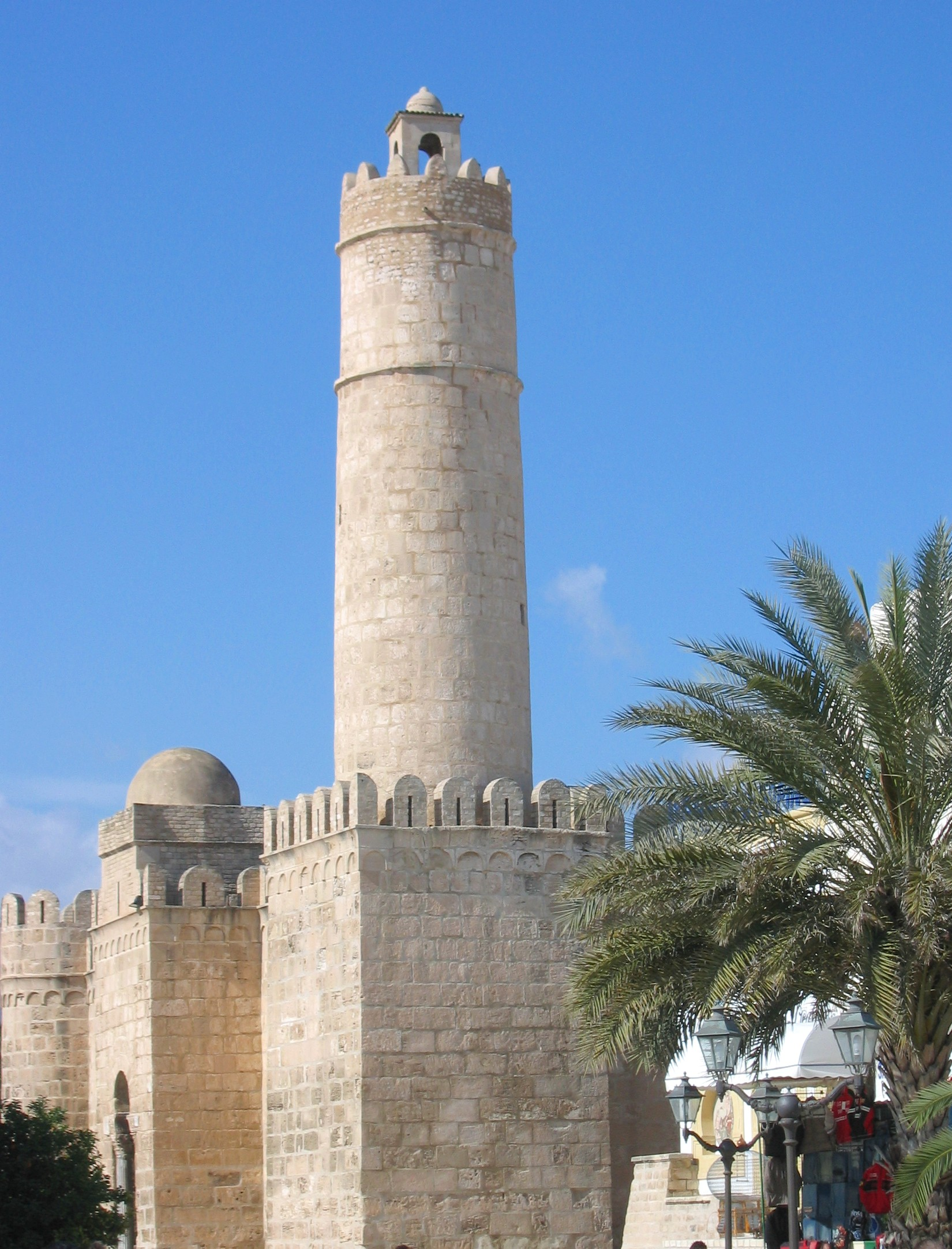
Ribat w Susie

Ribat (arab. ‏رباط‎) – jest to wojskowy klasztor muzułmański, ufortyfikowany, zwykle położony przy granicy. Budynek otoczony murem posiadał wieżę, salę modlitw (np. ribat w Tunezji w mieście Susa, stąd częste przekształcanie w późniejszych czasach ribatów w meczety). Ich powstanie wiązane jest z obowiązkiem prowadzenia świętej wojny i strzeżenia granic państwowych.
Terminu tego na terenie Iranu z biegiem czasu zaczęto używać na określenie umocnionych karawanserajów.
Najbardziej znany tunezyjski ribat znajduje się w Monastyrze - na jego terenie kręcono takie filmy, jak: "Angielski Pacjent", "Żywot Briana", "Matrix 2" czy polskie "W pustyni i w puszczy". 
Od nazwy ‏al murabitin‎ (mieszkańcy klasztoru) pochodzi nazwa Almorawidzi - nazwa trzech berberyjskich dynastii.

## Znaczenie islamskie

### Znaczenie historyczne

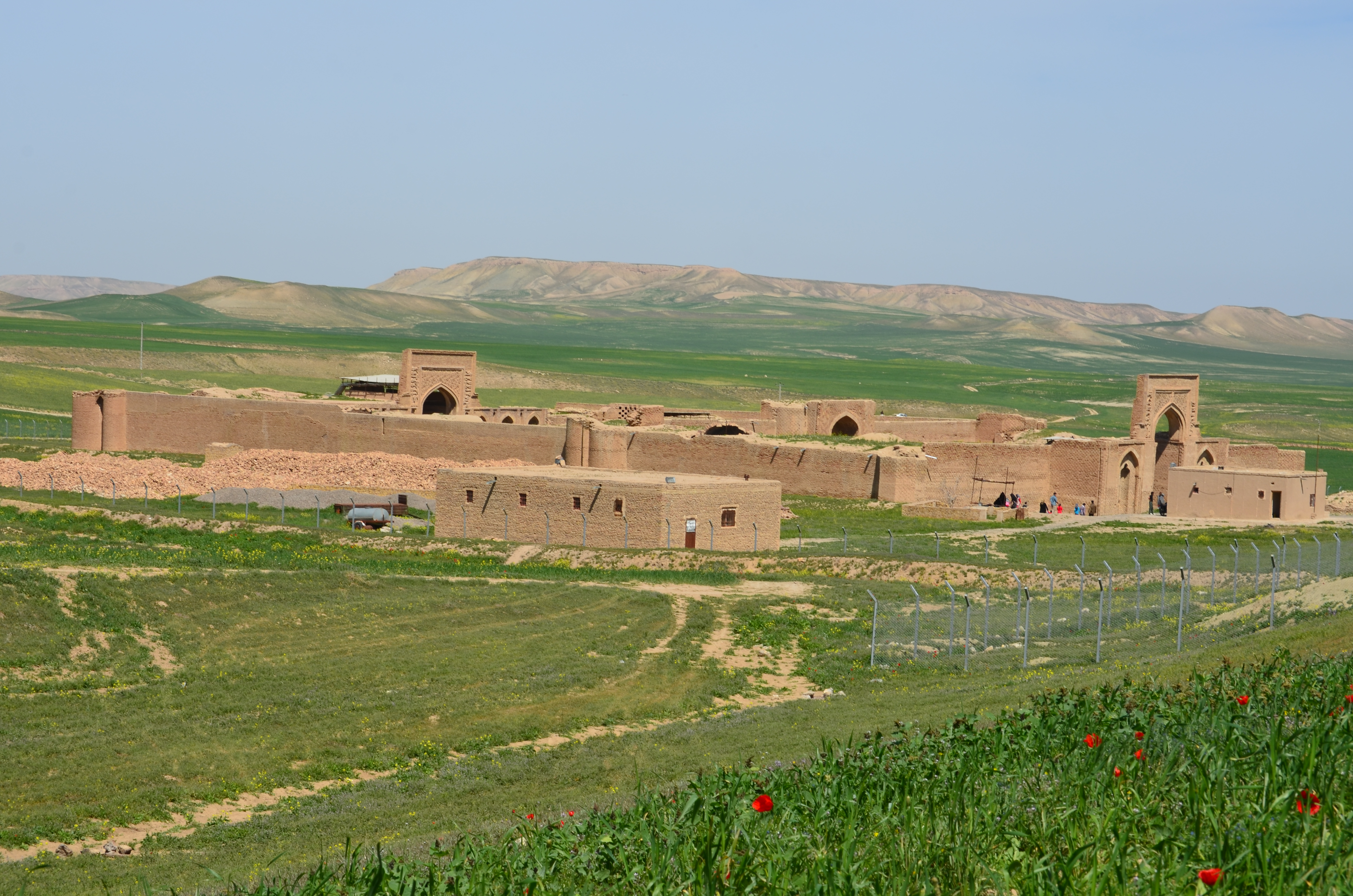
Robat-i Sharaf, Iran

Słowo ribat w swoim skrócie odnosi się do dobrowolnej obrony islamu i dlatego pierwotnie ribaty były używane do przechowywania osób, które walczyły w obronie islamu w dżihadzie. Można je również określać innymi nazwami, takimi jak khanqah, najczęściej używane w Iranie i tekke, najczęściej używane w Turcji.
Klasycznie ribat odnosił się do pełnienia warty na placówce granicznej w celu obrony dar al-Islam. Ten, kto wykonuje ribat, nazywany jest murabitem.

### Współczesne zastosowanie
Współczesne użycie terminu ribat jest powszechne wśród grup dżihadystów, takich jak Al-Ka’ida czy Islamskie Państwo Iraku i Lewantu. Termin ten był także używany przez salafickich dżihadystów działających w Strefie Gazy. W ich terminologii ʻArḍ al-Ribat „Kraina Ribat” to nazwa Palestyny, w dosłownym znaczeniu „kraju czuwającego na granicy”, rozumianego w kontekście ich ideologii globalnego dżihadu, która jest zasadniczo przeciwny palestyńskiemu nacjonalizmowi.

## Jako karawanseraj
Z czasem niektóre ribaty stały się schroniskami dla podróżników na głównych szlakach handlowych (karawanserajach).

## Sufizm

### Bractwa sufickie
Z czasem niektóre ribaty stały się schronieniem dla mistyków. W tym ostatnim sensie tradycja ribat była być może jednym z wczesnych źródeł mistycznych bractw sufickich i rodzajem późniejszej zawiya, czyli loży sufickiej, która rozprzestrzeniła się na Afrykę Północną, a stamtąd przez Saharę do Afryki Zachodniej. Tutaj domy marabutów (nauczycieli religii, zwykle sufich) nazywane są ribatami. Takie miejsca duchowego odosobnienia nazywano Khānqāh (pers. ‏خانقاه‎). Do ważnych rybatów, o których warto wspomnieć, należą Rabati Malik (ok. 1068–80 r.), który znajduje się na pustyni w Azji Środkowej i nadal jest częściowo nienaruszony, oraz Ribat-i Sharaf z XII wieku, który został zbudowany na planie kwadratu z dziedzińcem i długimi sklepionymi pomieszczeniami wzdłuż ścian. Większość ribatów miała podobny wygląd architektoniczny, który składał się z otaczającego muru z wejściem, pomieszczeń mieszkalnych, magazynów prowiantu, wieży strażniczej używanej do sygnalizowania w przypadku inwazji, czterech do ośmiu wież i meczetu.
Termin Ribat był pierwotnie używany do opisania posterunku granicznego, w którym mogli przebywać podróżni (zwłaszcza żołnierze). Termin ten z czasem przekształcił się i stał się znany jako centrum bractw sufickich. Ribaty zostały przystosowane do celów pokojowych, gdzie mogli gromadzić się sufi. Zwykle ribaty zamieszkiwał szejk, a jego rodzina i goście mogli przychodzić i uczyć się od niego. Wielokrotnie w tym samym budynku znajdował się także grób fundatora. Instytucjonalizacja tych ośrodków była możliwa częściowo dzięki darowiznom od bogatych kupców, właścicieli ziemskich i wpływowych przywódców. Niektóre z tych związków otrzymywały również regularne stypendia na ich utrzymanie.
Instytucje te służyły jako swego rodzaju szkoła, w której szejk mógł uczyć swoich uczniów sposobów specyficznego ṭarīqah (arab. ‏طَـرِيْـقَـة‎, bractwo lub bractwo sufickie). Były również wykorzystywane jako miejsce kultu, gdzie szejk mógł obserwować członków określonego bractwa sufickiego i pomagać mu na wewnętrznej ścieżce do ḥaqīqah (arab. ‏حَـقِـيْـقَـة‎, ostateczna prawda lub rzeczywistość).

### Żeński Sufizm
Inne użycie słowa ribat odnosi się do pewnego rodzaju klasztoru lub domu rekolekcyjnego dla sufickich kobiet. Żeńskie szejki (arab. ‏شيخة‎), średniowieczne badaczki prawa oraz duża liczba wdów i rozwódek żyły w abstynencji i oddawały cześć w ribatach.